# Dick Been
Dick Been (ur. 28 grudnia 1914 w Amsterdamie, zm. 20 maja 1978) – holenderski piłkarz występujący na pozycji obrońcy. 
W swojej karierze grał w Ajaksie oraz Hamburgerze SV. Został powołany do kadry reprezentacji Holandii na mistrzostwa świata w 1938.